# Ipatěvský spis
Ipatěvský spis, Ipaťjevský kodex nebo též Ipatěvský letopis (bělorusky Іпацьеўскі летапіс, rusky Ипатьевская летопись, ukrajinsky Іпатіївський літопис, Іпатський літопис, Літопис руський за Іпатським списком) je jednou z nejstarších kronik Ruska. Je nejdůležitějším z dokumentárních pramenů o dějinách Ruska. Datuje se do 15. století. 
Byl dobře známý ve Litevském velkoknížectví, využívali jej autoři Letopisu Litevského velkoknížectví a Bychaŭcovské kroniky. Známé jsou také další seznamy sbírky. Podle některých je toto jediná památka literatury, u které se zachovaly fragmenty ztracené Polocké kroniky.
Letopis dostal svůj název podle místa, kde se nacházel — Ipatěvský klášter nad Kostromou. Letopis našel ruský historik Nikolaj Michajlovič Karamzin.
Spis se se skládá ze tří částí
- Pověst dávných let (popisuje období do roku 1117)
- Kyjevský letopis (popisuje období 1118—1199)
- Haličsko-volyňský letopis (popisuje období v letech 1201—1292)